# Банк Эстонии
Банк Эстонии (эст. Eesti Pank, англ. Bank of Estonia) — центральный банк Эстонии, верхний уровень двухуровневой банковской системы страны, член Европейской системы центральных банков.

## История
Банк Эстонии отсчитывает своё рождение с 1919 года, когда Временное правительство Эстонии утвердило Устав банка и перевело из казны 10 миллионов марок на расчётный счёт банка. Первые банкноты были выпущены в 1921 году.
В 1940 году после аннексии Эстонии Советским Союзом банк был преобразован в республиканскую контору Государственного банка СССР. Вклады в кронах были обменены на советские рубли по курсу 1 крона = 1,25 рублей при реальной покупательной способности 1 крона = 8,10 рублей. С 1941 по 1944 годы банк действовал под контролем немецких оккупационных властей, а с 1944 по 1990 годы — вновь как республиканское управление, а затем как республиканский банк Государственного банка СССР.
- 1989 год:
  - 15 декабря Верховный Совет Эстонской Республики объявил о воссоздании Банка Эстонии с 1 января 1990 года в качестве правопреемника Банка Эстонии, учреждённого в 1919 году.
  - 28 декабря был принят «Закон о Банке Эстонской Республики» как независимом учреждении, руководителем банка назначен Рейн Отсасон.
- 1990 год — 12 апреля Верховный Совет Эстонской Республики принял решение о том, что переход к национальной валюте состоится 24 декабря 1991 года.
- 1991 год — 23 сентября руководителем Банка Эстонии был назначен Сийм Каллас.
- 1992 год:
  - 8 апреля были отпечатаны и получены новые эстонские кроны.
  - 8 мая было принято решение о привязке эстонской кроны к немецкой марке.
  - 25 мая Эстония стала членом Международного валютного фонда.
  - 15 июня Эстония восстановила членство в Банке международных расчетов.
  - 1 декабря Банк Финляндии начал котировки эстонской кроны.
- 1993 год — 6 декабря Банк Эстонии и пять коммерческих банков присоединились к международной банковской системе SWIFT.
- 2002 год — 21 января Банк Эстонии перешёл на новую систему межбанковских расчётов, соответствующую международным требованиям.
- 2004 год — 1 мая Банк Эстонии стал членом Европейской системы центральных банков и одним из акционеров Европейского центрального банка.
- 2005 год — 7 июня Банк Эстонии возглавил президент банка Андрес Липсток.
- 2010 год — 13 июля в связи с введением евро был введён фиксированный обменный курс эстонской кроны: 1 EUR = 15,6466 EEK.
- С 1 января 2011 года Банк осуществил переход Эстонии с кроны на евро.

### Переход на евро
Первоначально введение евро планировалось на 2007 год, но этого не произошло в связи с тем, что темпы инфляции в Эстонии не соответствовали в то время Маастрихтским критериям. 12 мая 2010 года Еврокомиссия выступила с официальным предложением о присоединении Эстонии к еврозоне, поскольку страна выполнила все необходимые условия для перехода на евро. Окончательное решение о принятии Эстонии в еврозону было утверждено 13 июля 2010 года на встрече министров финансов 16-ти стран еврозоны, в этот же день был объявлен курс пересчёта крон в евро — 15,6466 кроны за 1 евро.
С 1 января 2011 года евро стал в Эстонии единственным законным платёжным средством, наличные кроны имели хождение параллельно с евро в течение двух недель (в электронных расчётах, очень популярных в Эстонии, переход прошёл одномоментно). Обмен наличных крон (включая мелкие монеты, для удобства обмена которых в банковских конторах были установлены специальные автоматы) на евро в любых банковских конторах был возможен в течение полугода после перехода на новую валюту, Банк Эстонии будет осуществлять обмен без ограничения сроков.
К сентябрю 2011 года на руках у населения Эстонии ещё находилось 909 миллионов эстонских крон, что соответствует 58,1 миллионам евро. Бумажных купюр у жителей страны осталось на 51,8 миллиона евро, а монет — на 6,3 миллиона евро.

## Основные функции
С переходом на евро функции банка существенно изменились. Если раньше он отвечал за стабильность национальной валюты, то с 2011 года Банк Эстонии как член Европейской системы центральных банков участвует в реализации единой денежно-кредитной еврозоны. Важнейшей целью деятельности банка стала стабильность цен.
Кроме этого Банк продолжает отвечать за:
- развитие, надежность, стабильность банковской системы Эстонии;
- поддержку эффективности и развития финансовой системы в части платежей и расчётов;
- удовлетворение потребностей населения в наличных деньгах.